# Indophthalmus kolasibensis
Indophthalmus kolasibensis är en tvåvingeart som beskrevs av Cherian 2002. Indophthalmus kolasibensis ingår i släktet Indophthalmus och familjen fritflugor.
Artens utbredningsområde är Mizoram (Indien). Inga underarter finns listade i Catalogue of Life.